# Кремонский собор
Кремонский кафедральный собор Вознесения Девы Марии (итал. Duomo di Cremona) — римско-католический собор в северо-итальянском городе Кремона (Ломбардия); его высокая колокольня — Торраццо — является символом города. Фасад собора, вместе с близлежащим баптистерием, является одним из важнейших памятников романского искусства в Европе.

## История и описание
Строительство кафедрального собора Вознесения Девы Марии было начато в Кремоне в 1107 году — здание проектировалось в романском стиле, после чего оно несколько раз расширялось, включая в себя элементы готики, Ренессанса и барокко. Ещё на этапе постройки здание получило повреждения в результате землетрясения 1117 года, которое также замедлило строительные работы. Главный алтарь храма был освящен в 1196 году.
Нынешний фасад был, вероятно, построен в XIII или начале XIV века. В тот же период был добавлен и трансепт: северный выступ был построен к 1288 году, а южный — к 1348. Исследователи полагали, что главный фасад собора, вместе с близлежащим баптистерием, является одним из важнейших памятников романского искусства в Европе. Портал храма был, вероятно, создан в начале XII века: его украшают фигуры четырёх ключевых пророков христианства, каждый из которых несет свиток с текстом своего пророчества. Притвор был добавлен в следующем столетии. На фасаде также расположены две гробницы, более поздняя из которых была добавлена в середине XIV века и была изготовлена по проекту Бонино да Кампионе.
Самыми старыми работами в интерьера Кремонского собора являются фрески с изображениями Авраама, Исаака, Иакова и Иосифа в южных и северных частях трансепта: они относятся к концу XIV — началу XV века. Другие фрески были добавлены в середине XVI века художниками-маньеристами, включая Бернардино Гатти и Бернардино Кампи. В XVII веке Луиджи Мирадори («Il Genovesino») добавил свою фреску «Жизнь Святого Роха».

## Галерея

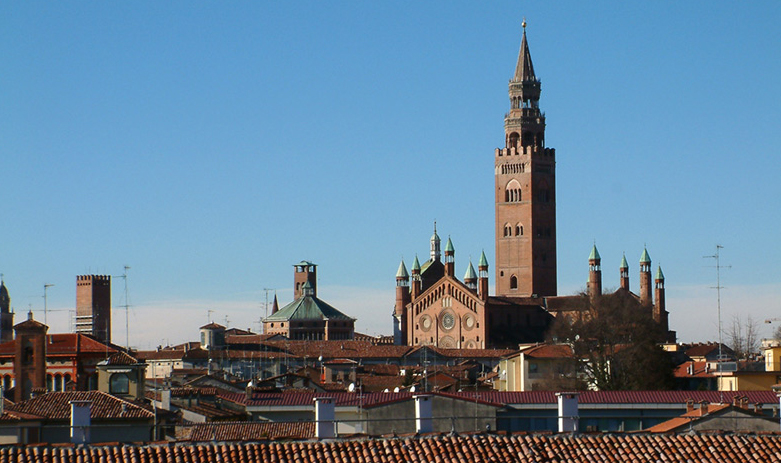
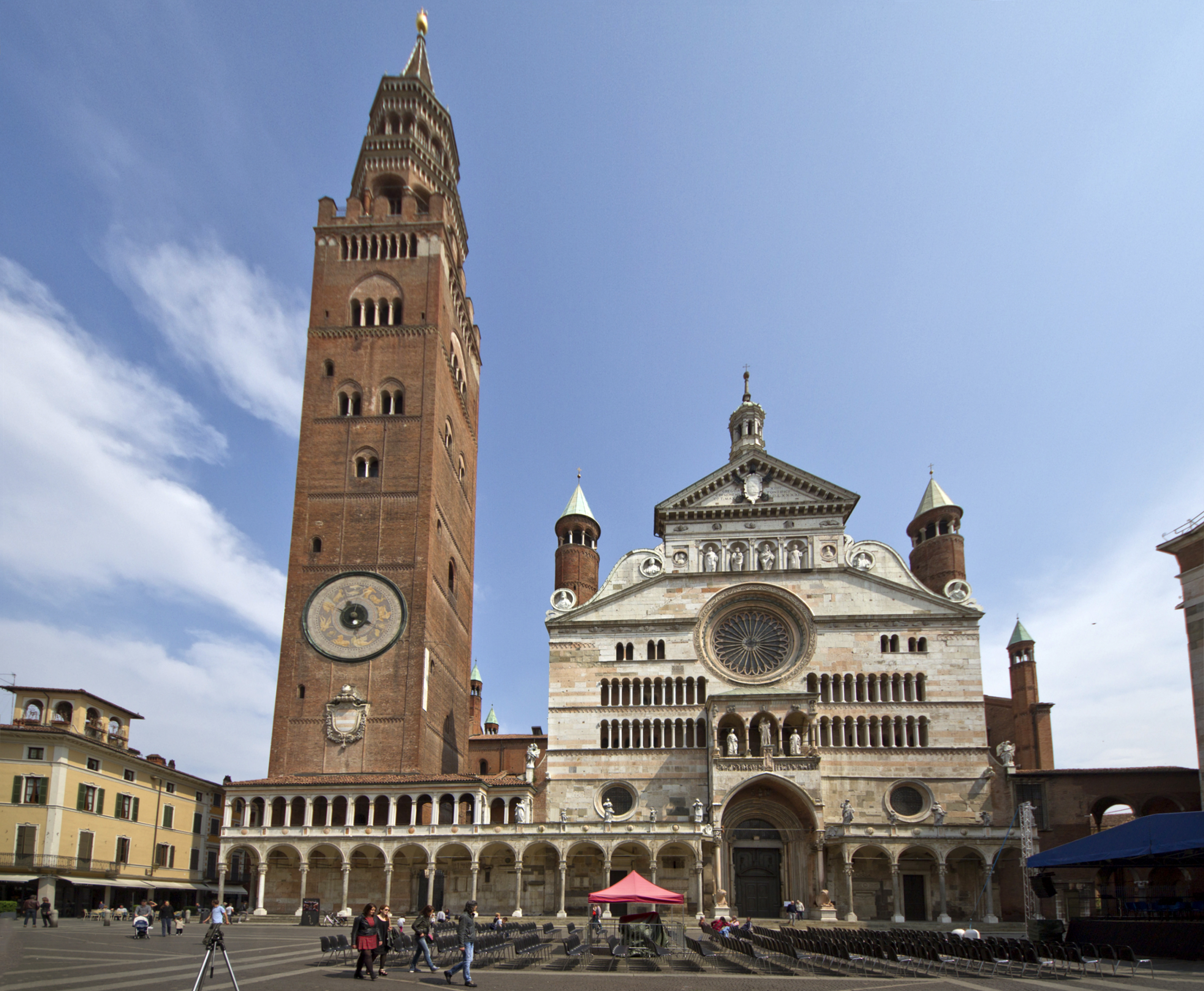
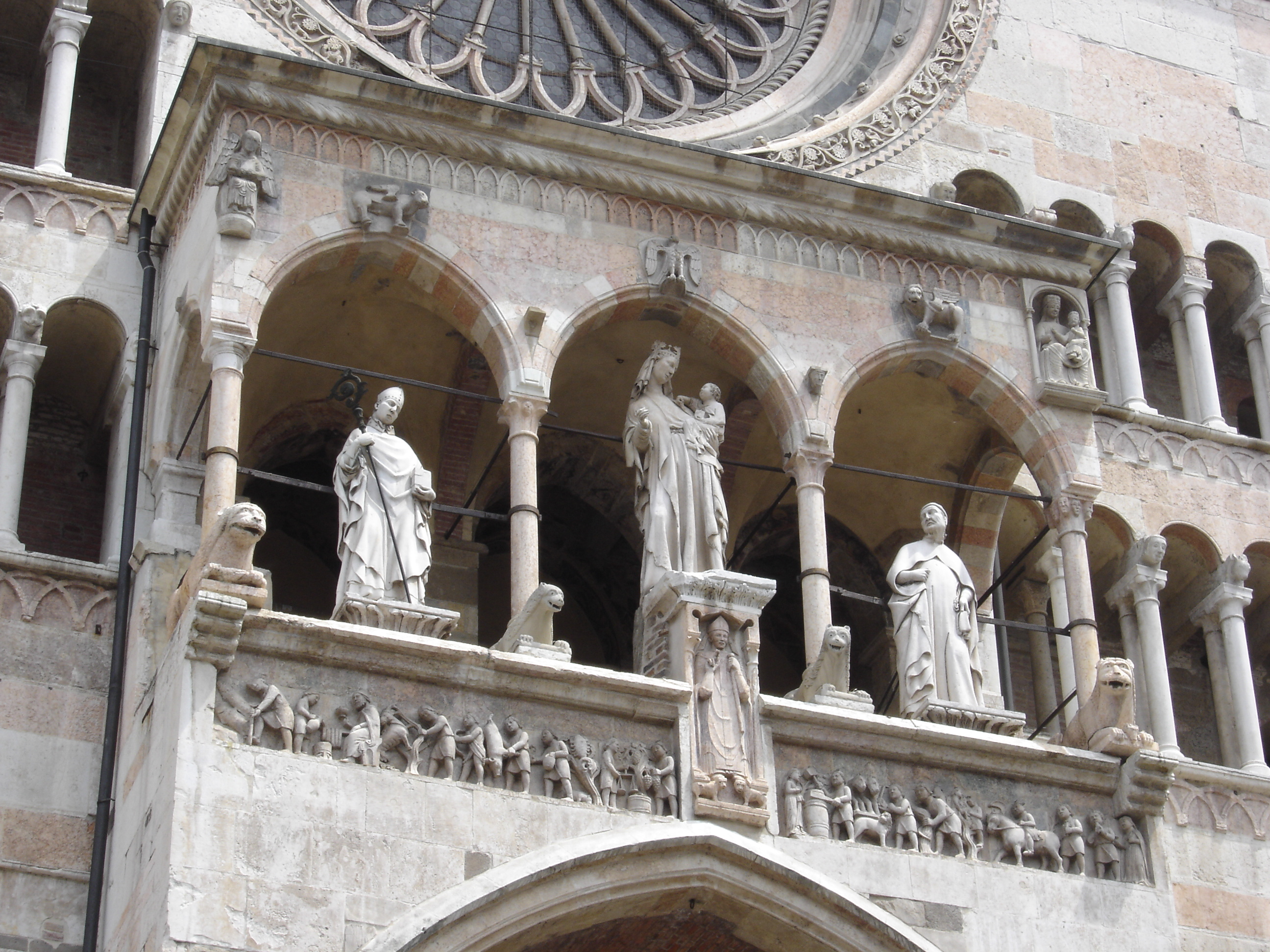
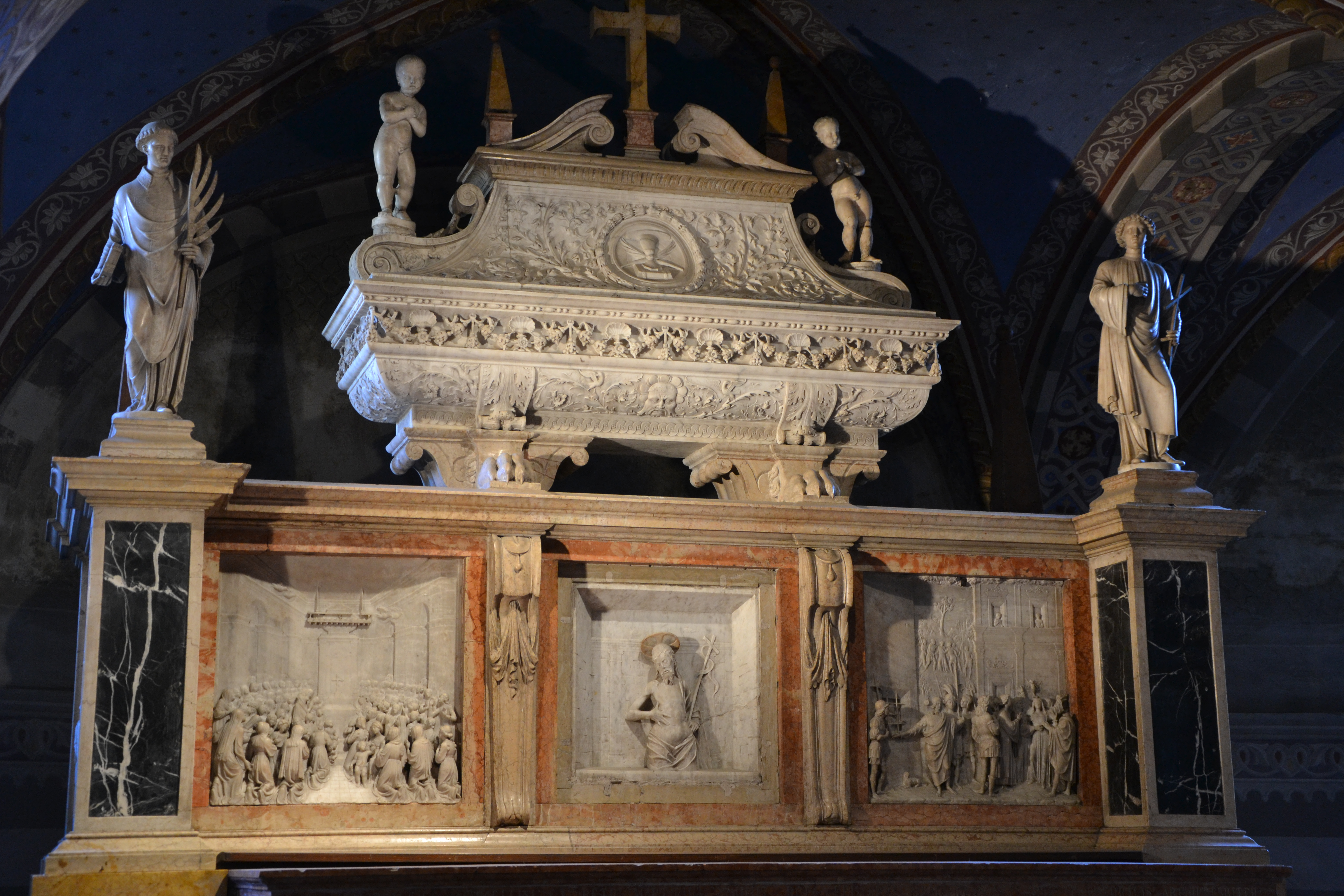
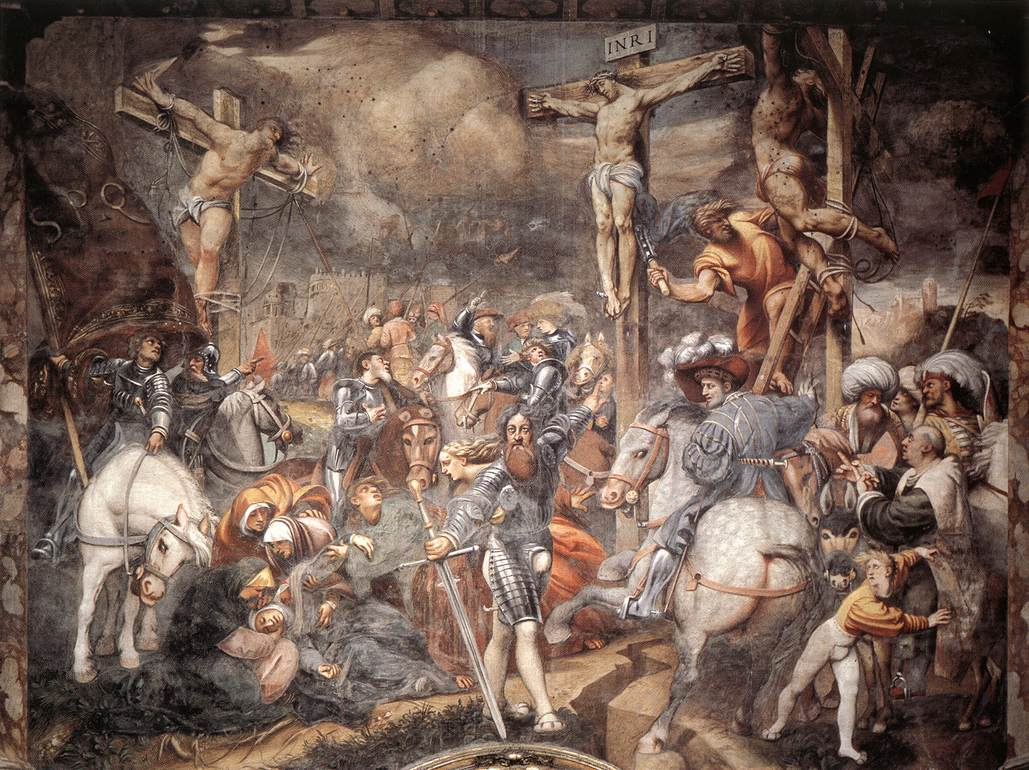